# Вжонца-Велика-Кольонія
Вжонца-Велика-Кольонія (пол. Wrząca Wielka-Kolonia) — село в Польщі, у гміні Коло Кольського повіту Великопольського воєводства.